# Chipre en los Juegos Olímpicos de Tokio 2020
Chipre estuvo representado en los Juegos Olímpicos de Tokio 2020 por un total de 15 deportistas que compitieron en 6 deportes. Responsable del equipo olímpico fue el Comité Olímpico Chipriota, así como las federaciones deportivas nacionales de cada deporte con participación.
Los portadores de la bandera en la ceremonia de apertura fueron el regatista Pavlos Kontidis y la tiradora Andrí Eleftheríu. El equipo olímpico chipriota no obtuvo ninguna medalla en estos Juegos.